# Golemo Ilino
Golemo Ilino (makedonska: Големо Илино) är en ort i Nordmakedonien. Den ligger i kommunen Demir Hisar, i den sydvästra delen av landet, 80 kilometer söder om huvudstaden Skopje. Golemo Ilino ligger 959 meter över havet och antalet invånare är 208.